# Love Rollercoaster (Шоу Кливленда)
Love Rollercoaster («Любовь, как американские горки») — одиннадцатая серия первого сезона американского мультсериала «Шоу Кливленда». Премьерный показ состоялся 10 января 2010 года на канале FOX.

## Сюжет[2]
Новая учительница Роберты, мисс Эк (Ms. Eck) подначивает девушку кардинально изменить свою внешность, чтобы преподать ей урок. В итоге, Кливленд-младший влюбляется в «новую Роберту»
Тем временем, Кливленд-старший с друзьями работают над созданием нового рекламного шоу.

## Создание[1]
Автор сценария: Киркер Батлер
Режиссёр: Рон Рубио
Композитор:
Приглашённые знаменитости: Джейн Линч (в роли мисс Эк), Скотти Пиппен (камео) и Чак Вулери (камео)

## Интересные факты